# Özlem Cetin
Özlem Cetin (* 20. Jahrhundert), auch bekannt als Özlem, ist eine türkische Sängerin, Songwriterin und Schauspielerin aus Deutschland. Sie singt auf Englisch. Ihre Stilrichtung ist House.
Ihre erste Veröffentlichung bei einem Major Label war Perfect love (1997) als Teil des Duos House of Prince Feat. Oezlem gemeinsam mit Gerret Frerichs (Humate), bei Universal. Der von Frerichs ebenso produzierte Song wurde von bekannten DJs remixed und erreichte 1998 die Spitzenposition von Billboard’s Hot Dance Club Play charts.
In dem deutschen Spielfilm Kanak Attack war Cetin 2000 in der Rolle der Prostituierten Yonca zu sehen.
2001 wirkte sie (auch als Autorin) an drei Titeln des Debütalbums von Tiefschwarz mit. 2002 erschien die Maxi-CD Never bei Sony Music und 2004 ihr erstes eigenes Album Slap That Bitch mit DJ Thomilla.
Zuletzt war die Künstlerin der elektronischen Musik, die auch selbst komponiert (z. B. I.C.U zusammen mit Tyree Cooper auf Jack'd Volume 1) auf dem Album Latenight Daydreaming (2007) von Karma als Gastmusikerin zu hören.